# Wu Hanxiong
Wu Hanxiong (förenklad kinesiska: 吴汉雄; traditionell kinesiska: 吳漢雄; pinyin: Wú Hànxióng), född den 21 januari 1981 i Shantou, Kina, är en kinesisk fäktare som tog OS-silver i herrarnas lagtävling i florett i samband med de olympiska fäktningstävlingarna 2004 i Aten.